# Västerbottens andra kontrakt
Västerbottens andra kontrakt var ett kontrakt inom Svenska kyrkan i Härnösands stift och Luleå stift. Det upphörde 31 december 1905.

## Administrativ historik
Ett första Västerbottens södra kontrakt som fanns till omkring 1800 omfattade ungefär Västerbottens län. När det kontrakt upphörde bildades flera kontrakt, där detta kontrakt omfattade
- Skellefteå församling som 1906 överfördes till Västerbottens norra kontrakt
- Norsjö församling bildad 1834 som 1906 överfördes till Västerbottens norra kontrakt
- Ytterstfors bruksförsamling mellan 1838 och 1866 som 1906 överfördes till Västerbottens norra kontrakt
- Byske församling bildad 1875 som 1906 överfördes till Västerbottens norra kontrakt
- Burträsks församling som 1906 överfördes till Västerbottens norra kontrakt
- Jörns församling bildad 1834/1892 som 1906 överfördes till Västerbottens norra kontrakt
- Piteå landsförsamling som 1906 överfördes till Norrbottens södra kontrakt
- Piteå stadsförsamling som 1906 överfördes till Norrbottens södra kontrakt
- Älvsby församling bildad 1809/1894 och som 1906 överfördes till Norrbottens södra kontrakt
- Arvidsjaurs församling som 1906 överfördes till Lappmarkens andra kontrakt
- Arjeplogs församling som 1906 överfördes till Lappmarkens andra kontrakt
- Malå församling bildad 1862 som 1906 överfördes till Lappmarkens andra kontrakt

1904 överfördes kontraktet från Härnösands stift till det då bildade Luleå stift